# Ingapan
Ingapan (Industria Gallega del Pan) es una empresa española de alimentación creada en la ciudad de Lugo en el año 1959. Se dedica a la producción de pan, derivados, empanadas y platos precocinados.

## Historia
La empresa tiene su origen en la fundación en 1959 de la Panadería Chousa en el barrio de Sanfiz de Lugo. En 1993 la empresa pasa a denominarse Ingapan SL. Actualmente comercializa sus productos en más de 20 países.